# 張綱 (東漢)
张纲（98年—143年），字文纪，东汉犍为郡武阳（今四川省彭山东）人，张晧之子。
汉顺帝时，为御史，上书反对宦官掌权。汉安元年（142年），朝廷派遣他和杜乔、周举等八人分巡州郡，唯獨他把车轮埋在洛阳都亭，说「豺狼当道，安问狐狸」。於是弹劾大将军梁冀、河南尹梁不疑兄弟。出任广陵郡太守时，诱降反汉的张婴。曾孙蜀漢張翼。